# Eleanor Seely Salmon
Eleanor Seely Salmon (16 de febrero de 1910, Rochester, Nueva York  – 30 de septiembre de 1984, Nueva York), fue una geóloga especializada en la exploración, perforación y refinación del petróleo.
Se doctoró en geología en 1942, aunque tuvo grandes dificultades para encontrar trabajo en una disciplina muy masculinizada.
Fue una miembra destacada de la Sociedad Geológica de América, la Asociación Estadounidense para el Avance de la Ciencia, la Asociación Estadounidense de Geólogos del Petróleo. También fue miembra de muchos grupos fuera de su campo educativo y profesional. Salmon creía en la igualdad para todos y formó parte de varias organizaciones benéficas y sin fines de lucro.

## Educación
Eleanor Salmon nació en 1910, en Rochester, New York, hija de William Harry Salmon and Flora Seely Salmon. Comenzó su educación de joven en la Columbia Preparatory School en Rochester, Nueva York. Ella también asistió a St. Agatha's School en Nueva York. Aunque originalmente estaba interesada en estudiar francés, con un poco de impulso recibido de su primer maestro de geología, Howard Meyerhoff, Salmon rápidamente descubrió su pasión por la geología y ajustó sus objetivos académicos. Asistió al Smith College y en 1932 se graduó con distinción como estudiante de geología. Salmon fue elegida en Phi Beta Kappa, y se graduó como magna cum laude, ambos altos honores por su especialización en artes liberales y ciencias. En 1942, obtuvo su doctorado en geología en la Universidad de Columbia.

## Carrera
Después de recibir su doctorado, Eleanor tuvo dificultades para encontrar trabajo en el mercado de trabajo de geología, ya que no fue respetada dentro de la comunidad de geología por su condición de mujer. Decidió usar sus habilidades en química para trabajar como química analítica, y se espacializó en Brooklyn en la Compañía de Vacuum en el Laboratorio de Servicio Técnico (1942-1946). Sin embargo, finalmente se convirtió en la directora gerente del Catálogo de Foraminifera, en la que había trabajado anteriormente en el Museo Americano de Historia Natural en 1942. Trece años después, Salmon se unió al American Petroleum Institute Central Abstracting y al Indexing Service en Nueva York, donde hizo valer sus habilidades en el lenguaje. Se le pidió que trabajara con fuentes de lengua inglesa, francesa, alemana, italiana y rusa, mientras trabajaba como redactora de sumarios de artículos para el Boletín de perforación y exploración. En 1966, Salmon se convirtió en editora del Refining Bulletin, además de convertirse en editora de un boletín de fuentes de energía alternativa. Aunque tenía pocas obras publicadas por su cuenta, ella sobresalió en la edición y encontró satisfacción profesional en su trabajo. Incluso después de su jubilación en 1975, incluyendo el tratamiento de cuestiones de salud relacionadas con el enfisema, Salmon continuó trabajando por cuenta propia para el Instituto Americano del Petróleo, así como proporcionando servicios como para la Oficina Francesa Bureau de Recherches Géologiques et Miniferes

### Catálogo de foraminifera
Durante el tiempo de Eleanor en el Museo Americano de Historia Natural en 1942, trabajó como asistente de Angelina Messina, curadora de micropaleontología. Juntas prepararon catálogos de foraminifera, que son organismos diminutos que proporcionan información vital a los geólogos sobre climas antiguos dentro de sus cámaras fosilizadas. Con la ayuda de Salmon, el trabajo de Messina fue reconocido internacionalmente y su catálogo de 69 volúmenes de foraminifera se utilizó en universidades y en todos los laboratorios micropaleontológicos para grandes compañías petroleras. Su trabajo clasificando la colección foraminifera del Museo Americano de Historia Natural continúa siendo utilizado por paleontólogos, geólogos y científicos del clima hoy en día.

### Grupos y organizaciones
Eleanor fue, de manera prominente, parte de la Sociedad Geológica de América, la Asociación Americana para el Avance de la Ciencia y la Asociación Americana de Geólogos del Petróleo. Aunque también estuvo asociada a muchos grupos fuera de su campo educativo y profesional. Salmon creía en la igualdad para todas las personas, y participaba en varias organizaciones benéficas y sin fines de lucro, como la Unión Americana de Libertades Civiles cuyo objetivo era proteger los derechos de las personas, La Nature Conservancy, que se centra en la conservación de tierra y el agua, y la Sociedad de Sigma Xi, que combina tanto su pasión por la ciencia y la igualdad. También formó parte de la Organización Nacional de la Mujer, una organización feminista estadounidense.

## Publicaciones

### A Molluscan Faunule from the Pierre Formation in Eastern Montana
En 1934, Eleanor y Horace N. Coryell, como coautor, publicaron un informe en The American Museum of Natural History detallando los hallazgos fósiles de Theron Wasson, geólogo jefe de la Pure Oil Company. Resume la estratigrafía de la formación Pierre al sur de Glendive, Montana, donde se obtuvieron los fósiles, junto con una descripción litográfica más detallada del miembro en el que se producen los fósiles, y especialmente de las concrecciones en las que se encuentran. También hay una lista de fósiles de esta fauna, en su mayoría molusca, incluyendo algunas nuevas especies. Las especies incluidas en esta lista están compuestas por ocho de tipo gastropoda, diez de tipo cefalópoda, quince de tipo pelecypoda (ahora conocido como Bivalvia), dos scaphopoda (o conchas de Tusk). Y las dos nuevas especies son amonoides, llegando a un total de treinta y cinco especies. También se incluye una discusión sobre la clasificación y nomenclatura de una de las especies de cefalópodos de Meek.

### Salmon, Eleanor S. "Mohawkian Rafinesquinae."Journal of Paleontology, vol. 16, no. 5, 1942.
En septiembre de 1942, Eleanor escribió un artículo, "Mohawkian Rafinesquinae", en el "Diario de la Palentología". En este informe, habla de las especies del género braquiópodo, la rafinesquina, que se encontraron en el Ordovícico Medio. Este trabajo es una revisión taxonómica: se enmienda la rafinesquina y se propone un nuevo género, la oepikina. Se discute la utilidad estratigráfica del taxón; las especies son menos útiles para la correlación estratigráfica que los conjuntos de especies.